# .300 Winchester Magnum
.300 Winchester Magnum (також відомий як .300 Win Mag або 300WM) (7,62×67mmB, 7,62x66BR) — це патрон для гвинтівки Magnum з вузьким горлом та з поясом, який був представлений Winchester Repeating Arms Company в 1963 році. Winchester Magnu00.  патрон Magnum, призначений для використання в стандартній гвинтівці. Він заснований на .375 H&H Magnum, який був продутий, укорочений і згорнутий, щоб прийняти кулю калібру .30 (7,62 мм).

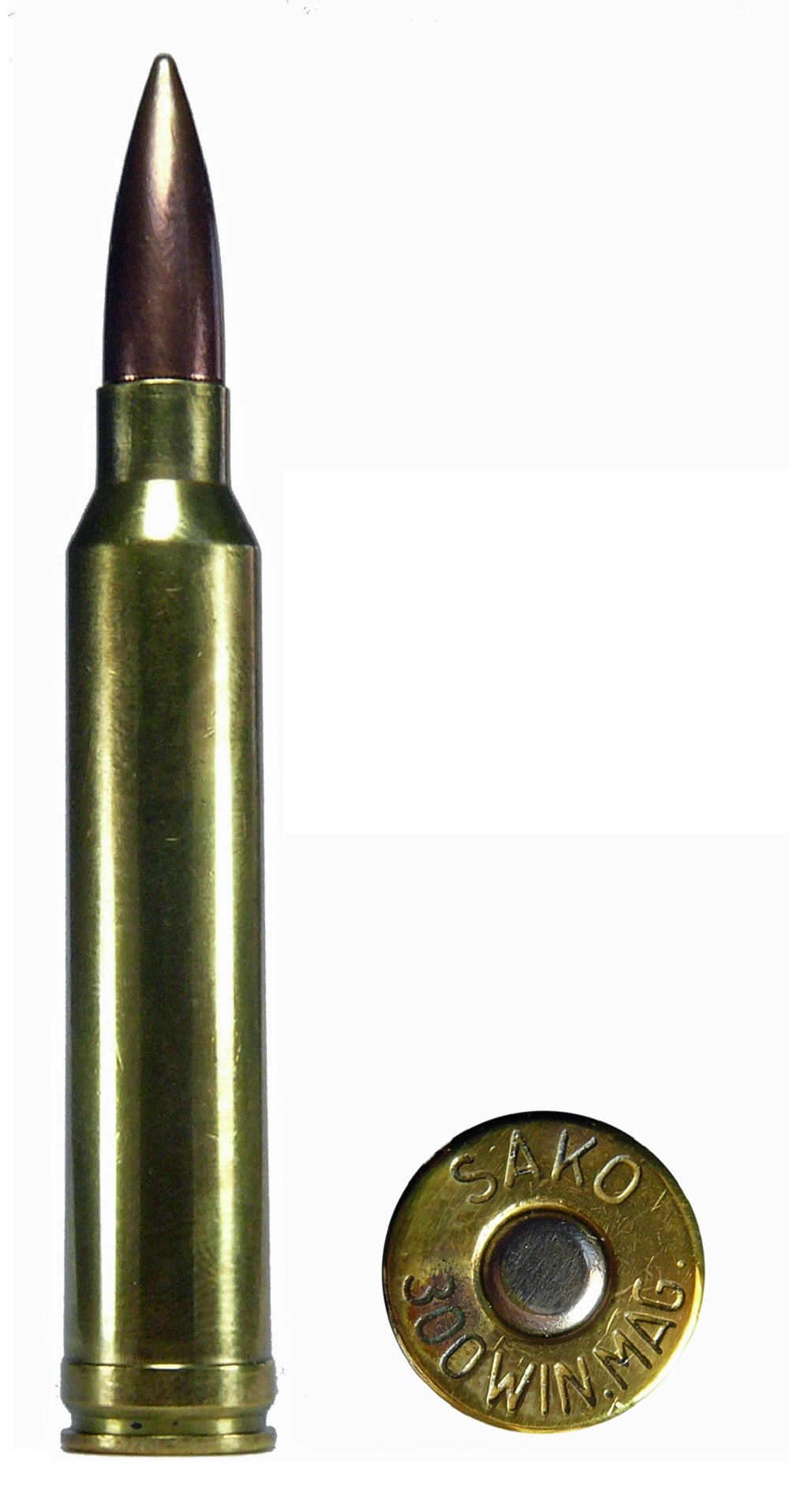
Типовий патрон .300 Winchester Magnum

.300 Winchester Magnum надзвичайно універсальний і був прийнятий на озброєння широким колом користувачів, включаючи мисливців, стрільців, військових підрозділів та правоохоронних органів. Мисливці виявили, що патрон є ефективним універсальним вибором із варіантами куль, починаючи від більш плоскої стрільби з 165 гранами до більш жорстких 200+ гран, доступних на заводі. 300 Win Mag залишається найпопулярнішим магнумом калібру .30 серед американських мисливців, незважаючи на те, що його за продуктивністю перевершують потужніші .300 і .30-378 Weatherby Magnum і новіший .300 Remington Ultra Magnum. Це популярний вибір для полювання на лосів, лосів і великорогих овець, оскільки він може забезпечити кращу продуктивність на великій дистанції з кращою вагою кулі, ніж більшість інших патронів калібру .30. Військові та правоохоронні відомства взяли на озброєння патрон для стрільби на великій дистанції та стрільби.  Як свідчення його точності, з моменту його впровадження він виграв кілька змагань на 1000 ярдів (910 м).

## Історія
До розробки .300 Winchester Magnum було кілька патронів, які забезпечували те, що найкраще можна було б описати як магнум-рівень енергії. Спадщину магнум калібру .30 (7,62 мм) можна простежити до .30 Newton у 1913 році та до .300 H&H Magnum у 1925 році. .300 H&H Magnum був занадто довгим для гвинтівок стандартної довжини Mauser та Springfield і  потрібні спеціалізовані гвинтівки з розміром Magnum.
Починаючи з .270 Weatherby Magnum у 1943 році, Рой Уезербі представив лінійку патронів, які, будучи на основі гільзи Magnum H&H, були вкорочені, щоб відповідати стандартній довжині патронів того часу (2,5 дюйма [63,50 мм]).  Патрони Weatherby передбачали видування (зменшення конусності) гільз Magnum H&H, встановлення їх вузьким місцем до необхідного калібру та укорочення, щоб відповідати стандартним діям гвинтівки того часу.  .300 Weatherby Magnum був представлений у 1944 році.
Незабаром був помічений пояс Magnum стандартної довжини Weatherby.  У 1958 році Winchester представив три патрони — .264 Winchester Magnum, .338 Winchester Magnum і .458 Winchester Magnum, всі засновані на укороченій і продутій гільзі .375 H&H Magnum.  Популярний калібр .30 не був упущений з цієї лінійки.  Незабаром Wildcatters випустили .30-338 Winchester, а Norma Projektilfabrik, які тоді виготовляли боєприпаси для Weatherby, взяли стандартну довжину базової пулі Weatherby і зменшили її до калібру .30 (7,62 мм) і назвали .308 Norma Magnum.  
.300 Winchester Magnum був представлений Вінчестером у 1963 році для використання в гвинтівці Model 70.  Впровадження .300 Winchester Magnum не було непередбаченим;  скоріше, його запровадження було протикліматичним .  Вінчестер розробив .300 Winchester Magnum, взяв .338 Winchester Magnum, який був представлений в 1958 році, і зсунув плече вперед на 4,0 міліметра (0,156 дюйма) і подовжив його на 3,0 міліметра (0,120 дюйма).  Через це горловина патрона була коротшою за діаметр кулі.  Існували деякі припущення, що якби патрон був випущений раніше, розміри патрона відповідали б патрону .30-338 Winchester wildcat.  З моменту свого впровадження картридж залишається надзвичайно популярним.
Висока доступність патрона .300 Winchester Magnum в популярних гвинтівках, таких як Winchester's Model 70 і Remington Model 700, зробила патрон популярним вибором серед стрільців.  Хоча патрони .300 H&H Magnum, .30-338 Winchester Magnum і .308 Norma Magnum мали фору на .300 Winchester Magnum, ці патрони невдовзі вийшли з ужитку.  Тільки .300 Winchester Magnum мав вижити як легкодоступний патрон.  Інші картриджі, хоча й доступні, але й дорожчі.

## Дизайн і технічні характеристики
У .300 Winchester використовується той самий дизайн головки гільзи, що й у .375 H&H Magnum-його батьківського патрона.  Конусність патрона зменшено, щоб забезпечити патрон більшого об'єму, щоб збільшити його потенційну порошкову місткість.  Подовження гільзи та переміщення плеча вперед над .338 Winchester Magnum дозволили розгорнути патронник .308 Norma Magnum або .30-338 Winchester до розмірів .300 Winchester Magnum.  Нижня сторона зменшена  була шийкою, яка була коротшою, ніж калібр кулі, яку вона випустила, а це означало, що куля повинна бути глибше поміщена в гільзу.

## Розміри картриджа
Організації зі стандартизації боєприпасів SAAMI (Інститут виробників спортивної зброї та боєприпасів) і C.I.P.  (Commission Internationale Permanente pour l'Epreuve des Armes à Feu Portatives) надали технічні характеристики патрона .300 Winchester Magnum.  Майже немає розбіжностей між C.I.P.  і характеристик  SAAMI що існують для цього картриджа.
Місткість гільзи буде відрізнятися від виробника до виробника до такої міри, що пакет  забезпечення для перезарядження QuickLOAD надає п'ять різних місткостей гільзи, які для цілей перезарядження значно відрізняються між виробниками.  Специфікація SAAMI .300 Winchester місткість корпусу Magnum становить 91,5 гран H2O (5,93 мл).
Для чотирьох виробників боєприпасів місткість гільзи надається як:
- Remington 88,0 гранул H2O (5,70 мл)
- Federal 92,0 зерна H2O (5,96 мл)
- Вінчестер 93,8 гран H2O (6,08 мл)
- Норма 95,5 зерен H2O (6,19 мл)

Розміри патрона Winchester Magnum SAAMI 300.  Усі розміри в дюймах і міліметрах .  Діаметр снаряда повинен бути 0,309 дюйма (7,85 мм).
SAAMI рекомендує діаметр отвору 7,6 мм (0,300 дюйма) і діаметр канавки 7,8 мм (0,308 дюйма).  SAAMI рекомендував ствол із шістьма пазами, кожна з яких має ширину 2,8 мм (0,110 дюйма).  Рекомендований коефіцієнт скручування 1:10 (254 мм).
C.I.P.  визначає загальну швидкість закручування нарізів для цього патрона як 254 мм (1 на 10 дюймів), 6 канавок, Ø посадок = 7,62 мм (0,300 дюйма), Ø канавок = 7,82 мм (0,308 дюйма), ширина землі = 2,79 мм (0,110 дюйма), а тип капсули — велика гвинтівка Magnum.
Максимальний середній тиск SAAMI (MAP) для цього картриджа становить 441,3 МПа (64 000 фунтів на квадратний дюйм) п'єзотиск (54 000 CUP).
За даними офіційного C.I.P.  (Commission Internationale Permanente pour l'Epreuve des Armes à Feu Portatives) постановляє, що .300 Winchester Magnum може витримувати до 430,00 МПа (62 366 фунтів на квадратний дюйм) Pmax п'єзотиску.  У C.I.P.  регульованих країнах, кожна комбінація гвинтівкових патронів має бути перевірена на рівні 125 % від цього максимального C.I.P.  тиск на сертифікацію для продажу споживачам.  Це означає, що патронник .300 Winchester Magnum у C.I.P.  У регульованих країнах в даний час (2013 р.) проходять перевірку при 537,50 МПа (77 958 фунтів на квадратний дюйм) п'єзотиску.

## Продуктивність
Порівняння швидкості на відстані 400 Winchester Magnum, швидкість куль 300 Winchester Magnum, рівні енергії.
Заводські боєприпаси Winchester для .300 Winchester Magnum здатні розвивати 990 м/с (3260 футів/с) з кулею 150 гран (9,7 г) і 910 м/с (3000 футів/с) з 12-грамовою (180 г) кулею, однак старий західний «Power Point»  "м'яка точка може досягати більше 1000 метрів на секунду (3400 футів/с) зі снарядами вагою 9,7 г (150 г).  Максимальна дальність упору для кулі вагою 9,7 г (150 г) становить 291 метр (318 ярдів) при наведенні на нуль на відстані 250 метрів (270 ярдів).  Максимальна дальність упору для кулі вагою 12 г (180 г) становить 300 ярдів при приціленні на 232 метри (254 ярди).  Здатність обнуляти патрон .300 Winchester Magnum і стріляти без затримки на відстані до 270 метрів (300 ярдів) робить патрон одним із кращих патронів для стрільби.
Критерії патрона Дуло 100 ярдів (91 м) 200 ярдів (180 м) 300 ярдів (270 м) 400 ярдів (370 м) 500 ярдів (460 м)
.308 Winchester (Winchester — SXP308) 150 г (9,7 г) Швидкість 2825 фут/с (861 м/с) 2616 фут/с (797 м/с) 2417 фут/с (737 м/с) 2,22  678 м/с) 2044 фут/с (623 м/с) 1871 фут/с (570 м/с)
Енергія 2 658 ft⋅lbf (3 604 Дж) 2 279 ft⋅lbf (3 090 Дж) 1 945 ft⋅lbf (2 637 Дж) 1 650 ft⋅lbf (2 240 Дж) 1 392 ft⋅lbf (2 240 Дж) 1 392 lbf1, 18, 18, 17
.30-06 Springfield (Remington — PRA3006B) 165 г (10,7 г) Швидкість 2800 фут/с (850 м/с) 2597 фут/с (792 м/с) 2403 фут/с (732 м/с) 2,  с (676 м/с) 2039 фут/с (621 м/с) 1870 фут/с (570 м/с)
Енергія 2 872 ft⋅lbf (3 894 Дж) 2 470 ft⋅lbf (3 350 Дж) 2 115 ft⋅lbf (2 868 Дж) 1 800 ft⋅lbf (2 400 Дж) 1 523 ft⋅lbf (2 400 Дж) 1 523 lbf1, 752ft
.300 Winchester Magnum (Winchester — SXP300WM) 180 г (12 г) Швидкість 3160 фут/с (960 м/с) 2983 фут/с (909 м/с) 2813 фут/с (852 фут/с, 649 м/с)  (807 м/с) 2492 фут/с (760 м/с) 2339 фут/с (713 м/с)
Енергія 3 992 ft⋅lbf (5 412 Дж) 3 556 ft⋅lbf (4 821 Дж) 3 163 ft⋅lbf (4 288 Дж) 2 806 ft⋅lbf (3 804 Дж) 2 482 ft⋅lbf (3 804 Дж) 2 482 ft⋅f6, 582 lb 75
.300 Weatherby Magnum (Weatherby — N300180ACB) 180 г (12 г) Швидкість 3250 футів/с (990 м/с) 3051 фут/с (930 м/с) 2861 фут/с (872 м/с, 672 м/с)  (816 м/с) 2503 фут/с (763 м/с) 2335 фут/с (712 м/с)
Енергія 4 223 ft⋅lbf (5 726 Дж) 3 721 ft⋅lbf (5 045 Дж) 3 271 ft⋅lbf (4 435 Дж) 2 868 ft⋅lbf (3 888 Дж) 2 505 ft⋅lbf (3 888 Дж) 2 505 ft⋅lbf (3,888 J) 2 505 lbf 39
Цінності надані відповідними виробниками
.300 Winchester Magnum достатньо потужний, щоб полювати на будь-яку північноамериканську дичину.  Він особливо корисний під час полювання на представників сімейства копитних, таких як лось і олень, і є популярним патроном серед мисливців на ці види дичини 3 класу.  Лось може важити до 450 кілограмів (1000 фунтів), а олень— 640 кілограмів (1400 фунтів).  Кулі вагою 10,7–13,0 грамів (165—200 грам) є кращим вибором для цих видів дичини.  Для цих більших видів копитних кращими є кулі з контрольованим розширенням, такі як Nosler Partition або Barnes X, а не більш легкі кулі.  Кулі вагою 9,7–10,7 г (150—165 г) достатньо для менших оленів, таких як олень-мул і білохвостий олень.
Завдяки своїй швидкості, низькому падінню кулі та високому утриманню енергії, .300 Winchester Magnum корисний для полювання на овець навіть на великій дистанції.
Патрон .300 Winchester Magnum дуже ефективний для небезпечних полювання наприклад на таких як ведмеді. На чорних ведмедів і на ведмедів грізлі полюють за допомогою цього патрона.  Багато хто вважає .300 Winchester Magnum легше, ніж ті патрони що потрібні для найбільших ведмедів, але мисливці досягли успіху з цим патроном проти цих великих ведмедів.
.300 Winchester Magnum добре підходить для 95 % світових  полювань.  Завдяки своїй здатності стріляти в плоскій формі та ефективно переносити свою енергію, патрон є одним із найулюбленіших патронів для полювань на африканських рівнинах.  З кулями з хорошою щільністю перетину та балістичними коефіцієнтами патрон має продуктивність на великій дальності, необхідну для стрільби великої дичини на великих дистанціях.  .300 Winchester Magnum можна використовувати для полювання на все, від дик-діка до гігантської канни.  Це чудовий вибір картриджа для всіх простих полювань на яких цілі вагою до 680 кілограмів (1500 фунтів).
.300 Win Mag використовується в змаганнях зі стаціонарної стрільби з дальньої дистанції і був прийнятий на озброєння правоохоронними стрільцями та кількома окремими підрозділами збройних сил США для використання снайперами.  Максимальна ефективна дальність, як правило, становить 1210 ярдів (1110 м) з боєприпасами, що містять снаряди з низьким опором.  Точність кута до 1000 ярдів (910 м) до 1 хвилини кута (MOA) не є незвичайною в високоточних гвинтівках, що стріляють сірниковими боєприпасами.
Віддача від .300 Win Mag помітно вище, ніж у відомого і популярного .30-06 Springfield.  Згодом Remington зробив патрони з низькою віддачею під назвою «Managed-Recoil» доступними для .300 Win Mag, які мають меншу віддачу, забезпечуючи ефективність, подібну до .30-06 Springfield.

## Військові та правоохоронні програми
У 2009 році уряд США придбав боєприпаси відповідного класу MK 248 MOD 1 .300 Winchester Magnum для використання в адаптованих системах снайперської зброї M24 та інших снайперських гвинтівках .300 Winchester Magnum, таких як Mk.13 ВМС США.  Цей боєприпас був розроблений як .300 Winchester Magnum Match Product Improvement (PIP) і використовує 220 г (14,26 г) кулю Sierra MatchKing Hollow Point Boat Tail (HPBT) з дуже низьким опором, випущену з номінальною дульною швидкістю 2850 футів.  s плюс-мінус 50 фут/с (869 м/с ± 15,2 м/с).  За даними ВМС США, цей боєприпас повинен збільшити максимальну ефективну дальність снайперської гвинтівки .300 Winchester Magnum до 1500 ярдів (1370 м), зменшити відхилення вітру від куль у польоті та використовувати Hodgdon H1000, зменшений дульний палив, який залишається стабільним при температурі.  в діапазоні робочих температур від -25 °F до +165 °F (від -32 °C до 74 °C).  Боєприпаси MK 248 MOD 1 довжиною 3,55 дюйма (90,2 мм) або подібні йому не пропонуються на ринку, оскільки вони перевищують стандарти SAAMI щодо загальної довжини та максимального тиску в патроннику.  Проте ручне завантажувач може скористатися перевагами сучасних досягнень у технології порошків і фактично перевищити швидкість патрона MK 248 MOD 1, при цьому завантажуючи до максимальної загальної довжини картриджа SAAMI та підтримуючи безпечний тиск.
Згідно з JBM Ballistics, з використанням балістичного коефіцієнта G7 0,310, наданого Браяном Літцем, і аналізу зони використання зброї (WEZ) для гвинтівки XM2010 з різними типами боєприпасів .300 Winchester Magnum Брайана Літца, MK 248 MOD 1.  Патрон 300 Winchester Magnum при пострілі з номінальною дульною швидкістю 869 м/с (2850 футів/с) повинен мати надзвукову дальність від 1286 до 1289 м (1406—1410 ярдів) за міжнародними стандартними умовами атмосфери den на рівні моря (р.  = 1,225 кг/м3).
У січні 2014 року міністерство оборони США в щорічному звіті про випробування виявило, що старі A191 або MK 248 Mod 0.300 Winchester Magnum оснащені аеродинамічно менш ефективним 190-грамовим (12,32 г) хвостовим хвостом Sierra MatchKing Hollow Point Boat Tail (HPBT)  Балістичний коефіцієнт G7 0,270, наданий Брайаном Літцем), випущений з XM2010, продемонстрував адекватні характеристики та летальність.  У березні 2013 року були проведені випробування бойового вогню проти балістичного желатину, бар'єрів з легких матеріалів та інших цілей, щоб визначити здатність снаряда пробивати цілі.  Це був перший раз, коли директор з оперативного тестування та оцінки (DOT&E) Пентагону випробував снаряд, який може вражати цілі на відстані до 1200 м (1312 ярдів).
Кілька компаній, серед яких HS precision, Kimber і Remington, виробляють гвинтівки під патрон .300 Winchester Magnum, спеціально призначені для правоохоронних органів.  Підрозділи поліції Чаттануги і Департаменту поліції Майнота S.W.A.T і Спеціальне бюро виконання завдань Департаменту шерифів округу Лос-Анджелес, які в певній якості взяли на озброєння .300 Winchester Magnum.  Завдяки потужності та продуктивності патрона .300 Winchester Magnum, патрон, швидше за все, буде використовуватися спеціалізованими підрозділами в управлінні поліції, а не як загальна зброя, яка видається агентам правоохоронних органів.

## Критика
.300 Winchester Magnum був розроблений з шийкою, коротшою за діаметр його кулі.  Якби Вінчестер випустив патрон до 1960 року, патрон був би схожий на патрон .30-338 Winchester wildcat.  Проте, коли Вінчестер приступив до розробки власного .300, .308 Norma Magnum і .30-338 вже були на сцені.  Щоб допомогти відрізнити його від інших магнумів .300 і дозволити розточувати патронники стандартної довжини .300 Magnum до розмірів патронника .300 Winchester Magnum, Вінчестер пересунув плече вперед і трохи подовжив патрон.  Це призвело до критики короткої горловини .300 Winchester Magnum.
Вважалося, що коротка шийка перешкоджає точності, оскільки це перешкоджає вирівнюванню патрона до каналу ствола, але це рідко є проблемою ні сьогодні, ні під час розробки патрона.  Той факт, що патрон виграв багато матчів на 1000 ярдів (910 м), говорить про безпідставність такого занепокоєння.